# Cimetière militaire britannique de Beaurevoir
Le cimetière militaire britannique de Beaurevoir (Beaurevoir British Cemetery) est l'un des deux cimetières militaires de la Première Guerre mondiale situé sur le territoire de la commune de Beaurevoir dans le département de l'Aisne. Le second cimetière qui une extension du cimetière communale, est situé à 1 km au sud.

## Historique

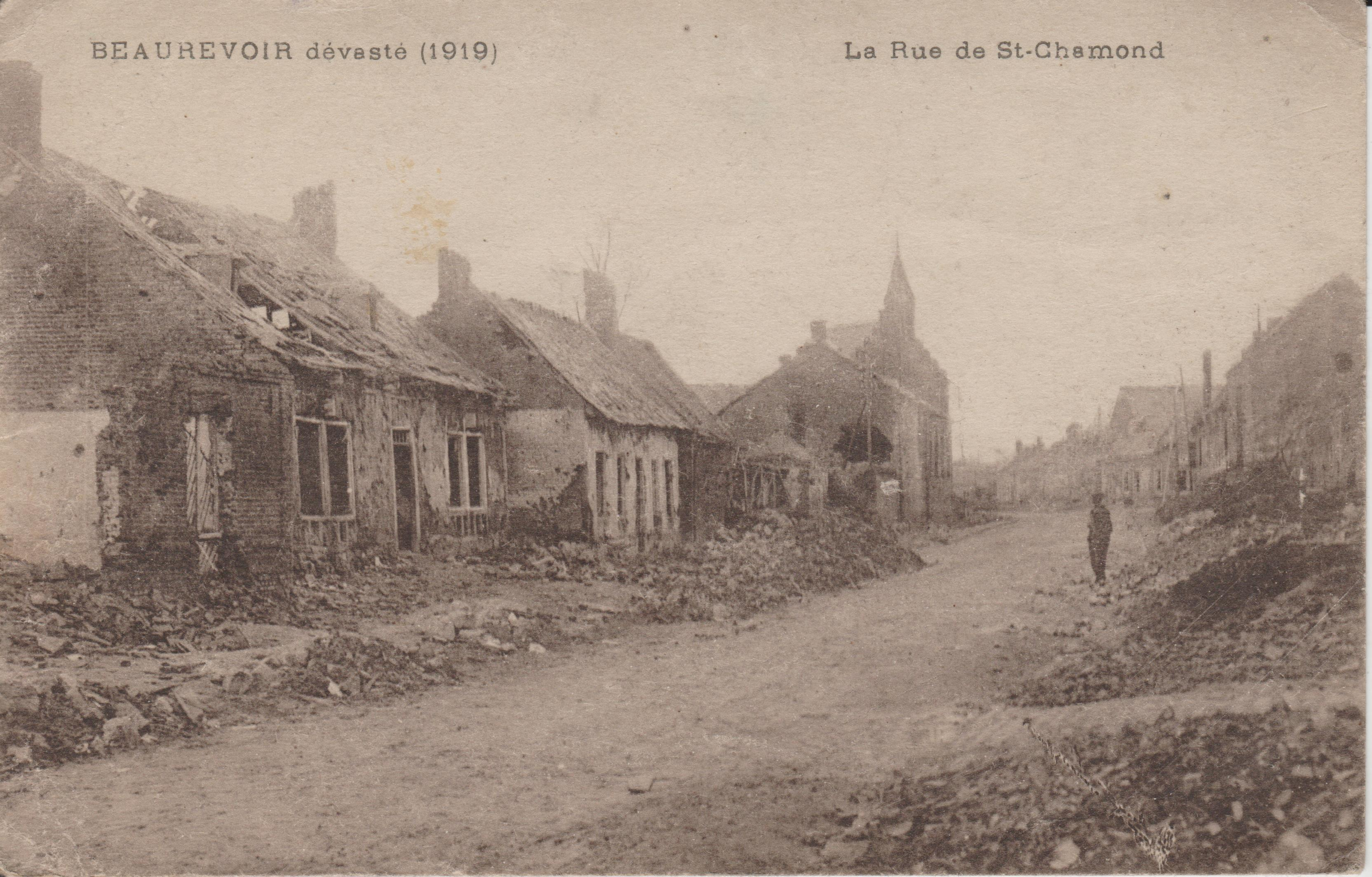
Ruines du village de Beaurevoir à l'issue de la guerre 14-18.

Occupé par les Allemands depuis fin août 1914, le village de Beaurevoir ne fut libéré que début octobre 1918 par la 2e Division australienne, les Britanniques et les Sud-Africains  après la percée de la Ligne Hindenburg.

## Caractéristique
Le cimetière britannique de Beaurevoir a été créé par la 66e division en octobre 1918, lorsque des officiers et des hommes tombés au début de ce mois ont été enterrés ; et après l'Armistice, les tombes de 70 soldats décédés en 1917-1918 et enterrés dans le cimetière communal Extension allemande, furent ramenés. Ce cimetière contient les tombes de 244 soldats, dont 46 non identifiés. Ce cimetière britannique couvre une superficie de 935 mètres carrés et est entouré d'un mur de moellons.

## Galerie

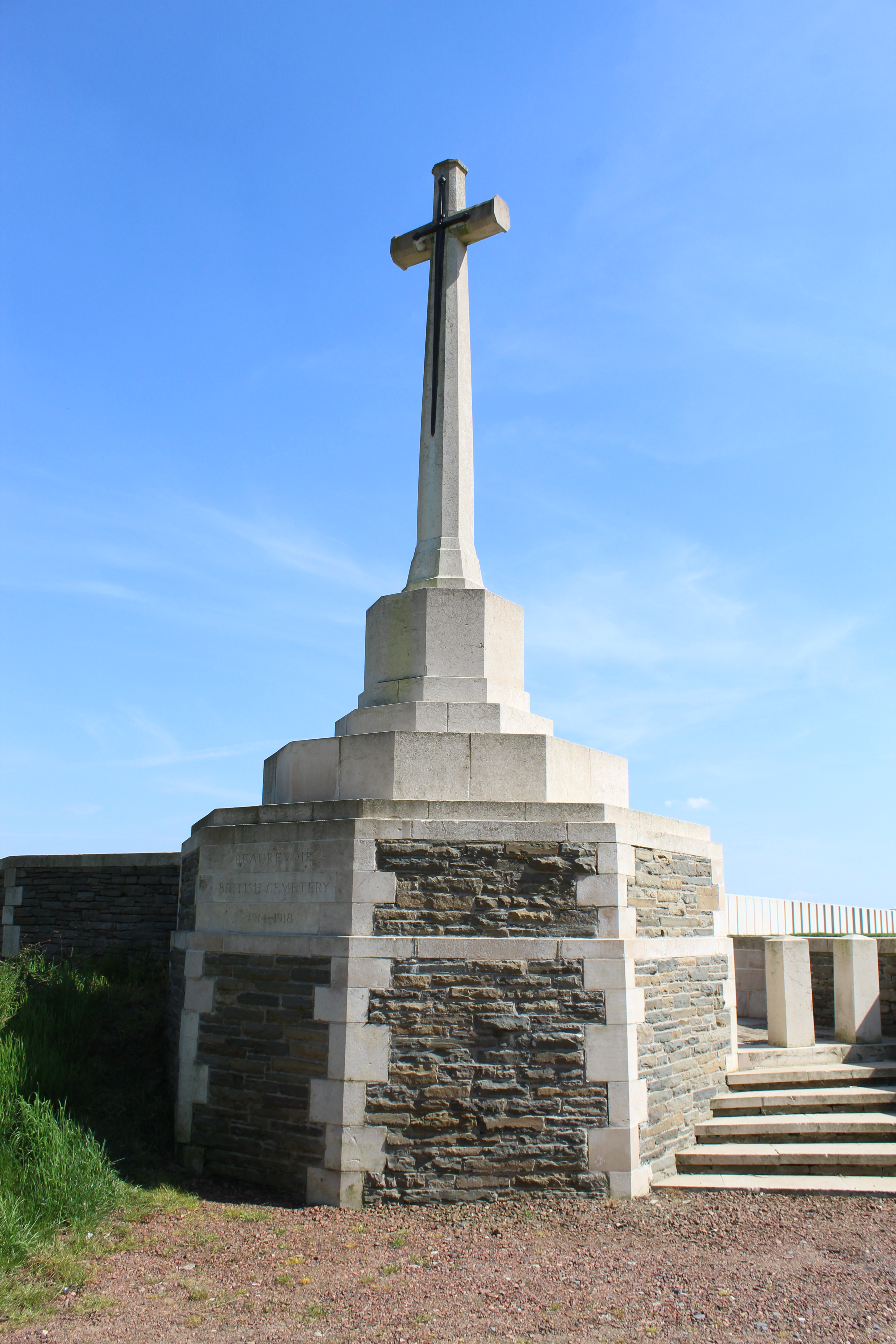
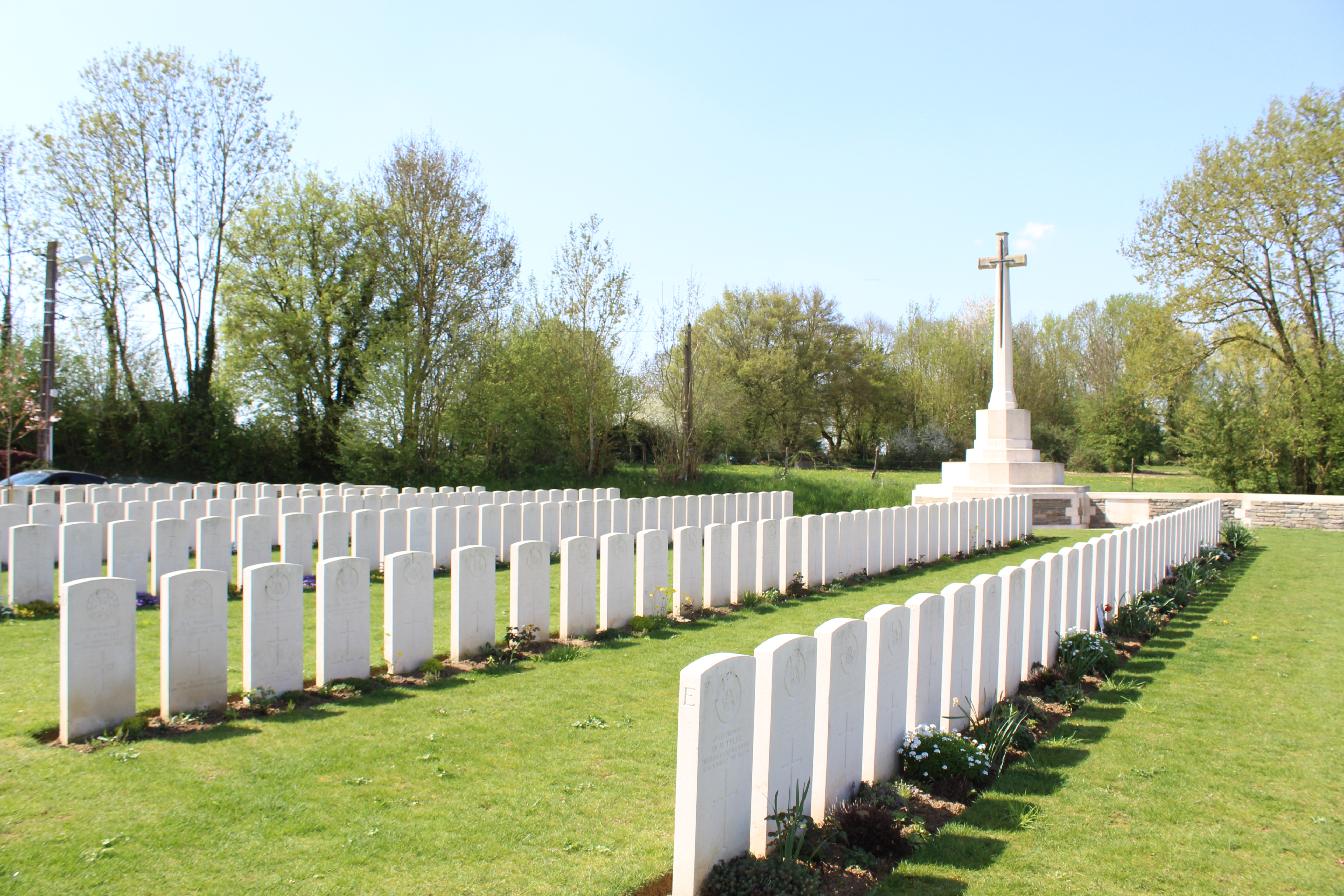
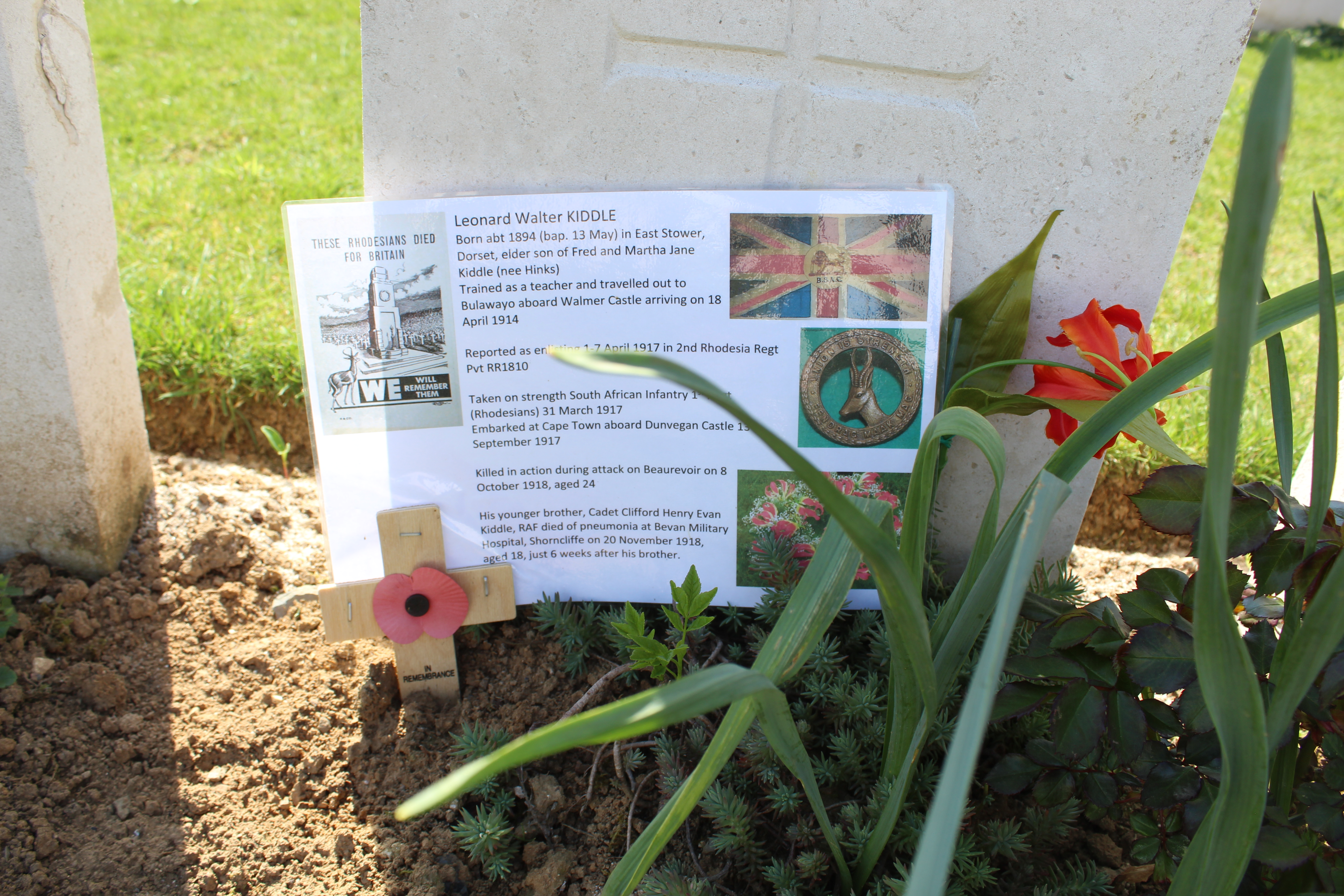
Tombe du soldat sud-africain Léonard Walter Kiddle.

## Sépultures
| Pays                   | Sépultures |
| ---------------------- | ---------- |
| Royaume-Uni            | 179        |
| Union d'Afrique du Sud | 64         |
| Australie              | 1          |
| Total                  | 244        |